# Serra de Mosques d'Ase
La Serra de Mosques d'Ase és una alineació muntanyosa de la Serralada de Marina, part de la Serralada Litoral Catalana, que separa els termes de Santa Coloma de Gramenet i de Badalona. Està formada pels turons de l'Espiral (128m), de Can Butinyà (130m) i el Puig d'en Grau (130m). La serra és travessada pel Túnel de la Pallaresa de la B-20. La masia de Can Butinyà es troba damunt de la serra.